# Aepypodius
Genre
Aepypodius est un genre d'oiseaux de la famille des Megapodiidae, et qui comprend deux espèces.

## Liste des espèces
Selon la classification de référence du Congrès ornithologique international (version 15.1, 2025) :
- Aepypodius arfakianus (Salvadori, 1877) — Talégalle des Arfak ;
- Aepypodius bruijnii (Oustalet, 1880) — Talégalle de Bruijn.